# Drumbassadors
Drumbassadors ist ein niederländisches Schlagzeugduo.

## Geschichte
Im Februar 2000 gründeten der Jazz-Schlagzeuger Wim de Vries und der Rock-Pop-Schlagzeuger René Creemers das Duo The Drumbassadors. Neben zahlreichen Liveauftritten auf diversen Drum und Bass Festivals, wie z. B. 2003 auf dem Modern Drummer Festival in New York, 2004 & 2012 Montreal Drum Festival, Drummer Live London sowie  Australia Ultimate Drummer Weekend, haben sie mehrere Solo-DVDs veröffentlicht und sind auf einigen Drumfestival-DVDs zu sehen. Die Drumbassadors sind laufend auf Veranstaltungen des Schlagzeugherstellers SONOR zu sehen.

## Diskografie (DVD)

### Solo
- 2002: Hudson Music Drumbassadors Vol.1
- 2003: Drumbassadors Live in New York
- 2011: Drumbassadors – One For The Money, But Two For The Show

### Sampler
- 2007: Modern Drummer Festival 2000 & 2003
- 2009: The Modern Drummer Festival 1997–2006 – The Best Of

## Rezensionen
„In der Abendsonne präsentierten Wim de Vries und Rene Creemers als ‚Drumbassadors‘ auf der Zoundhouse Stage ihre abwechslungsreiche Double-Drumming Show ‚One for the Money but Two for the Show‘ mit viel Spielwitz und beeindruckender Präzision.“

„René Creemers zählt zu den Spitzenmusikern seiner Zunft und bewegt sich in Sachen Schlagzeug auf Weltklasse-Level.“